# 鈴木亞理沙
铃木亚里沙是日本I'm Enterprise旗下女性声优，出身于日本山形县，毕业于日本播音演技研究所。

## 演出作品
※ 粗体字为主角、主要角色。

### 电视动画
2014年
- M3～其为黑钢～（女童B）
- 精灵使的剑舞（Sylphid团员）

2016年
- LoveLive!Sunshine!!（女学生）

2017年
- NEW GAME!!（望月红叶、比赛会场的人们）[1]
- 偶像大師SideM（觀眾）

2018年
- citrus（女性）
- 漫畫女孩（同級生）
- Butlers～千年百年物語～（藤村紫乃、女學生）

2020年
- Lapis Re:LiGHTs（椿）

### 剧场版动画
2017年
- 剧场版 Fate/kaleid liner 魔法少女☆伊莉雅 雪下的誓言（居民）

### 游戏
2017年
- 闪耀幻想曲（望月红叶）

時期未定
- Lapis Re：LiGHTs ～這個世界的偶像會用魔法～（樁）